# توكل أباد (حومة بم)
توكل أباد (بالفارسية: توکل‌آباد) هي مستوطنة تقع في إيران في منطقة مركزية ريفية. يقدر عدد سكانها بـ 50 نسمة .